# Michael Thomas Russo
Michael Thomas Russo (ur. 4 września 1920 w Cleveland, zm. 2006) – amerykański oficer lotnictwa, as myśliwski z okresu II wojny światowej, jedyny amerykański pilot, który zdobył ten tytuł latając na samolocie North American A-36.
Michael Thomas Russo pochodził z Cleveland w stanie Ohio. Po ataku na Pearl Harbor zrezygnował ze studiów inżynierskich na Ohio State University i jako ochotnik rozpoczął szkolenie na pilota wojskowego. Po zdobyciu uprawnień pilota został skierowany do bazy treningowej United States Army Air Forces Meridian w stanie Missisipi, gdzie zapoznał się z samolotem myśliwsko-szturmowym A-36.
Służbę liniową w 27. Grupie Myśliwsko-Bombowej (27th Fighter Bomber Group) rozpoczął w połowie 1943 roku w Afryce Północnej, latając nad Morzem Śródziemnym i Włochami. Pierwsze zwycięstwo powietrzne odniósł 13 września 1943 roku, zestrzeliwując niemiecki Focke-Wulf Fw 190. 24 października zniszczył w powietrzu Fieseler Fi 156 Storch. 8 grudnia, w ataku na lotnisko Avezzano zestrzelił startujący do lotu transportowy Junkers Ju 52, chociaż oficjalnie zwycięstwo to zaliczono jako zniszczenia na ziemi. Kolejne dwa, ostatnie już zwycięstwa, odniósł podczas lotu 30 grudnia 1943 roku, kiedy zestrzelił w walce powietrznej nad Włochami dwa Bf 109G. Stał się w ten sposób pierwszym i jedynym pilotem, który odniósł pięć zwycięstw i zdobył tytuł asa myśliwskiego latając na A-36.
Pod koniec wojny Michael T. Russo odszedł z wojska w stopniu kapitana lotnictwa i powrócił na przerwane studia. Prowadził firmę MR Products Inc. w Troy w stanie Michigan, produkującą elementy z tworzyw sztucznych, opracowując i opatentowując konstrukcję plastikowego łańcucha pod nazwą Mr. Chain. Zmarł w 2006 roku. Był odznaczony Srebrną Gwiazdą, dwukrotnie Distinguished Flying Cross i piętnastokrotnie Air Medal.